# Slavski Laz
Slavski Laz – wieś w Słowenii, w gminie Kostel. W 2018 roku liczyła 29 mieszkańców.